# Walter Schellenberg (Ökonom)
Walter Schellenberg (geboren am 16. Juni 1907; gestorben am 26. Juni 1991) war ein deutscher marxistischer Ökonom.

## Leben
Walter Schellenberg wurde 1907 geboren. Er organisierte sich politisch 1926 in der Arbeiterbewegung. Nach dem Zweiten Weltkrieg trat er in SED bei. Er war Professor und stellvertretender Leiter des Lehrstuhls Politische Ökonomie an der Parteihochschule „Karl Marx“. Bekannt wurde er durch die Bücher über Das Kapital von Karl Marx: Grundkurs zum „Kapital“ und Wie lese ich „Das Kapital“?
Sein Grab befindet sich auf dem Georgen-Parochial-Friedhof II in Berlin.

## Werke
- Das Wiedererstehen des deutschen Imperialismus nach dem zweiten Weltkrieg. Parteihochschule „Karl Marx“ bei ZK der SED. Abteilung Fernstudium, Berlin 1955.
- Die Legende vom Miteigentum. Das Wesen der Theorien über das sogenannte Miteigentum in Westdeutschland. Akademie-Verlag, Berlin 1959 (=Akademie der Wissenschaften zu Berlin. Vorträge und Schriften. Heft 65)
- Grundkurs zum „Kapital“. Dietz Verlag 1967. (5. veränderte Aufl. 1970;[1] 7. Aufl. 1979.)
- 100 Jahre Kapital. Urania, Sektion Wirtschaftswissenschaften, Berlin 1967. (=Schriften für den Referenten)
- Walter Schellenberg, Wolfgang Nesler: Die Reproduktion des gesellschaftlichen Gesamtkapitals und die Wirtschaftskrisen. Studienanleitung. Parteihochschule „Karl Marx“ bei ZK der SED. Abteilung Fernstudium, Berlin 1968.
- Wie lese ich „Das Kapital“? Eine Einführung in das Hauptwerk von Karl Marx. Dietz Verlag, Berlin 1968. (2. Aufl. 1972)
  - Capital. A Basic Course. Verlag Zeit im Bild, Dresden 1968.
  - Le Capital. Cours élémentaire. Verlag Zeit im Bild, Dresden 1968.
  - Wie lese ich „Das Kapital“? Eine Einführung in das Hauptwerk von Karl Marx. Verlag Marxistische Blätter, Frankfurt am Main 1969. (Marxistische Taschenbücher. Band 2) (2. Aufl. 1971)
  - Marxin "pääoman" peruskurssi. (Übersetzt von) Suomentanut Timo Koste. Kansankulttuuri, Helsinki 1973.
  - Kapital Üzerine Temel Kurslar içinde. (Übersetzt von) Sosyal Yayınlar. Basım Tarihi 1999.
- Ausbeutung und Klassenkampf in Westdeutschland. Vortragsreihe zu Grundfragen des Marxismus-Leninismus Lehrjahr 1970/71. Parteihochschule „Karl Marx“ bei ZK der SED, Berlin 1970.
- Durchschnittsprofit und Produktionspreis. Parteihochschule „Karl Marx“ bei ZK der SED, Berlin 1970. (=Vorlesungen und Schriften. Parteihochschule „Karl Marx“ beim Zentralkomitee der Sozialistischen Einheitspartei Deutschlands)